# گرنادیرو بایگوریا
گرنادیرو بایگوریا (به اسپانیایی: Granadero Baigorria) یک منطقهٔ مسکونی در آرژانتین است که در Rosario Department واقع شده‌است. گرنادیرو بایگوریا ۱۲ کیلومتر مربع مساحت و ۴۳٬۰۰۰ نفر جمعیت دارد.